# Alain Hyardet
Alain Hyardet (Ais de Provença, 28 de novembre de 1964) és un antic jugador de rugbi a 15, que ha jugat amb la selecció francesa i juga al lloc de centre (1,78 m i 96 kg). És entrenador del Montpellier Hérault Rugby Club.